# 佩科拉陡崖
85°38′S 68°42′W / 85.633°S 68.700°W
佩科拉陡崖（英語：Pecora Escarpment）是南極洲的陡崖，位於彭薩科拉山脈，處於帕圖克森特山脈西南面60公里，全長13公里，根據美國地質調查局的測量和美國海軍的空中照片被繪入地圖。